# Lubczo Georgiewski
Lubczo Georgiewski, mac. Љубчо Георгиевски (ur. 17 stycznia 1966 w Sztipie) – macedoński polityk i literaturoznawca pochodzenia bułgarskiego, poseł do Zgromadzenia Republiki Macedonii, w latach 1990–2003 przewodniczący partii WMRO-DPMNE, w 1991 wiceprezydent Macedonii, od 1998 do 2002 premier Macedonii.

## Życiorys
Ukończył literaturoznawstwo na Uniwersytecie Świętych Cyryla i Metodego w Skopju. Koniec jego studiów przypadł na okres przemian politycznych. W 1990 był jednym z założycieli patriotycznej i narodowej Wewnętrznej Macedońskiej Organizacji Rewolucyjnej – Demokratycznej Partii Macedońskiej Jedności Narodowej (WMRO-DPMNE). Objął w tym samym roku funkcję przewodniczącego tej formacji.
W pierwszych pluralistycznych wyborach w 1990 uzyskał mandat poselski z ramienia swojego ugrupowania. W 1991 powołano go na wiceprezydenta Macedonii w ramach szerokiej koalicji politycznej, przygotowującej ogłoszenie i zabezpieczenia niepodległości Macedonii. Ustąpił w październiku 1991 na skutek sporu z postkomunistycznym Socjaldemokratycznym Związkiem Macedonii. W 1994 bezskutecznie kandydował w wyborach na urząd prezydenta, w których ponownie zdecydowanie zwyciężył Kiro Gligorow. WMRO-DPMNE odnotowała też słaby wynik w pierwszej turze odbywających się w tym samym czasie wyborów parlamentarnych. Międzynarodowi obserwatorzy odnotowali szereg uchybień przy tych wyborach. Ugrupowanie Lubcza Georgiewskiego zdecydowało się wówczas na bojkot drugiej tury i znalazło się poza parlamentem.
Lubczo Georgiewski podjął pracę w sektorze prywatnym, był zatrudniony w firmie inwestycyjnej. Doprowadził do zmiany linii politycznej WMRO-DPMNE, przekształcając ją w ugrupowanie centroprawicowe, opowiadające się za integracją europejską i akcesją do NATO. W 1998 polityk został wybrany do Zgromadzenia Republiki Macedonii, a jego formacja w koalicji z Demokratyczną Alternatywą odniosła wyborcze zwycięstwo. W listopadzie 1998 Lubczo Georgiewski objął urząd premiera, który sprawował przez całą czteroletnią kadencję do listopada 2002. Jego rząd przeprowadził udane reformy gospodarcze, m.in. prywatyzację i wprowadzenie podatku VAT. Prowadził także politykę zbliżenia z Unią Europejską.
Głównym problemem wewnętrznym stał się w 2001 konflikt z Albańczykami, którzy po wojnie w Kosowie schronili się w Macedonii. W lokalnych starciach wojska z uchodźcami tym ostatnim wsparcia udzielała im liczna w Macedonii mniejszość albańska. Konflikt udało się zakończyć dopiero w 2001 po zawarciu z Albańczykami tzw. ramowego porozumienia w Ochrydzie. W wyniku kolejnych wyborów w 2002 Lubczo Georgiewski utracił stanowisko premiera. W 2003 na czele WMRO-DPMNE zastąpił go Nikoła Gruewski.
Wkrótce odszedł z partii wraz ze swoimi zwolennikami, po czym w 2004 założył nowe ugrupowanie WMRO-NP, stając na jego czele. W kadencjach 2002–2006 i 2006–2008 sprawował mandat deputowanego.
W 2006 uzyskał obywatelstwo bułgarskie.